# Система поддержки принятия врачебных решений
Система поддержки принятия врачебных решений (СППВР) (англ. Clinical decision support system  (CDSS)) — медицинская информационная система, предназначенная для помощи врачам и иным медицинским специалистам в работе с задачами, связанными с принятием клинических решений (ПКР). Рабочее определение было предложено Робертом Хейвордом (Robert Hayward), сотрудником Центра доказательной медицины (Centre for Health Evidence): «Системы поддержки принятия врачебных решений связывают результаты клинических исследований с данными, имеющимися в отношении конкретного пациента, влияя на выбор врачебного решения для более эффективного оказания медицинской помощи». Разработка и внедрение СППВР в практику принадлежат к самым главным направлениям развития искусственного интеллекта в медицине.

## Эффективность
В отношении эффективности СППВР единое мнение отсутствует.
Систематический обзор 2014 г. не выявил пользы в отношении снижения риска смерти при использовании СППВР, объединённых с электронными медицинскими картами. Однако вероятно наличие некоторых преимуществ в отношении иных исходов.
Систематический обзор 2005 г. позволил заключить, что использование СППВР повысило эффективность работы практикующих врачей по данным 64 % исследований. Использование СППВР способствовало улучшению исходов пациентов в 13 % исследований.
СППВР, среди прочих, обладает одной функциональной характеристикой, бесспорно связанной с повышением качества работы практикующих врачей, это автоматические электронные подсказки вместо необходимости активации системы пользователем.
За период с 1973 года по 2004 год увеличилось количество и повысилось методологическое качество исследований СППВР.
В ещё одном систематическом обзоре 2005 г. было установлено, что «Системы поддержки принятия врачебных решений значимо улучшали качество клинической работы по данным 68 % исследований».
К свойствам СППВР, связанным с повышением эффективности, можно отнести следующие:
- интеграция СППВР в клинический рабочий процесс вместо отдельного входа в систему или использования отдельного экрана.
- электронная СППВР вместо шаблонов на бумажных носителях.
- обеспечение поддержки принятия решений со стороны СППВР на момент и в месте оказания медицинской помощи, а не до или после приёма пациента.
- СППВР предоставляют рекомендации по лечению, а не просто оценку ситуации.

Однако прочие систематические обзоры не столь оптимистичны в отношении СППВР; в одном из таких обзоров от 2011 г. говорится о следующем: «Существует большая разница между постулируемой и эмпирически установленной пользой [СППВР и прочих] электронных технологий в здравоохранении … их экономическую эффективность только предстоит оценить».
В 2014 г. была опубликована пятилетняя оценка эффективности СППВР в рамках внедрения рациональной терапии бактериальных инфекций; согласно мнению авторов, эта работа стала первым долгосрочным исследованием СППВР.

## Характеристики
Для систем поддержки принятия врачебных решений имеется следующее определение: это «активные информационные системы, использующие два и более элемента из массива данных пациента для генерирования специфических рекомендаций». Другими словами это означает, что системы поддержки принятия врачебных решений сфокусированы на управлении информацией с целью формирования клинических рекомендаций для лечения пациента на основе данных, имеющихся в отношении последнего.

### Цель
Главной целью современных СППВР является помощь врачам на месте оказания медицинской помощи. Это означает, что врачи взаимодействуют с СППВР для получения поддержки в анализе информации и установлении диагноза на основании имеющихся данных в отношении пациента.
Ранее считалось, что СППВР должны продуцировать готовые клинические решения. Врач вводит информацию и ждёт, пока СППВР выдаст «правильный» вариант, вслед за чем он будет лишь следовать предложенному алгоритму. Однако современная методология применения СППВР в качестве вспомогательного средства предполагает, что врач взаимодействует с СППВР, используя как собственные знания, так и информацию, содержащуюся в системе, что позволяет более адекватно анализировать данные, имеющиеся в отношении пациента, в сравнении с изолированным анализом со стороны человека и СППВР. В типичной ситуации СППВР выдаёт врачу возможные варианты для ознакомления, из которых тот выбирает наиболее подходящие, отбрасывая ошибочные предложения системы.
Существует две основных разновидности СППВР:
- «Знаниевые» СППВР, то есть основанные на научных знаниях;
- «Незнаниевые», то есть основанные не на выводах из научных исследований, а, например, на результатах обработки собранных статистических данных математическими методами.

Каким образом врач может использовать систему поддержки принятия врачебных решений, может быть продемонстрировано на одном из подвидов СППВР — СППДР (система поддержки принятия диагностических решений).
СППДР запрашивает определённые данные о пациенте и в ответ предлагает перечень соответствующих диагнозов.
Затем врач изучает предложенные СППДР результаты, определяет их значимость и при необходимости назначает дальнейшее обследование для сужения диагностического поиска.
Ещё одним примером СППВР служит система формирования рассуждений по прецедентам (ФРП). Система ФРП использует ретроспективные данные по отдельным клиническим случаям для оказания помощи в определении необходимого количества лучей и их оптимальных углов при проведении лучевой терапии у пациентов со злокачественными опухолями головного мозга, вслед за чем медицинские физики и онкологи изучают рекомендованный план лечения для оценки его пригодности.
СППВР также можно классифицировать по времени их использования. Врачи используют данные системы на месте оказания медицинской помощи для получения поддержки в рамках работы с пациентом, при этом конкретное время использования можно разделить на таковое до, во время и после диагностики. Преддиагностические СППВР применяются для предварительного определения диагнозов врачом.
СППВР, используемые в ходе диагностики, помогают в анализе и фильтрации предварительных вариантов диагноза с целью улучшения окончательных результатов диагностики. Постдиагностические системы используются для сбора данных с целью поиска связей между пациентами, их анамнезом и клиническими данными для прогнозирования будущих событий. Предполагается, что благодаря поддержке принятия решений в будущем врачи будут освобождены от рутинных задач.
Ещё одним подходом, который используется Национальной службой здравоохранения Великобритании, является применение СППДР (в прошлом управляемой пациентом, а сегодня — сотрудником колл-центра без медицинского образования) для сортировки больных в нерабочее время посредством предложения подходящего для пациента последующего действия (например, вызова скорой помощи или посещения врача общей практики на следующий рабочий день). Предложения (которые могут быть проигнорированы пациентом или работником колл-центра при противоречии здравому смыслу или соображениям осторожности) основываются на известной информации и предполагаемом наихудшем диагнозе (о котором не всегда сообщается пациенту, поскольку он может быть неверным и основанным не на мнении специалиста; такой диагноз используется лишь для первичной сортировки).

### «Знаниевые» СППВР
Большинство СППВР состоят из трёх частей — информационной базы, механизма логических выводов и механизма коммуникации. Информационная база содержит правила и связи данных мета анализа, которые наиболее часто принимают форму правил ЕСЛИ-ТО. Если это система определения лекарственных взаимодействий, правило может иметь следующий вид: ЕСЛИ назначен препарат «X» И назначен препарат «Y», ТО предупредить пользователя. При использовании иного интерфейса опытный пользователь может редактировать информационную базу для поддержания её актуальности с учётом появления новых лекарственных препаратов. Механизм логических выводов объединяет правила из информационной базы с данными пациента. Механизм коммуникации позволяет системе представить результаты пользователю и обеспечивает ввод данных в систему.

### «Незнаниевые» СППВР
СППВР, не использующие научные медицинские знания, эксплуатируют форму искусственного интеллекта, известную под названием «машинное обучение», которая позволяет компьютерным системам обучаться на основании полученного опыта и/или устанавливать закономерности в пределах массива клинических данных. Указанное устраняет необходимость написания правил и экспертного ввода. Однако, поскольку системы, основанные на «машинном обучении», не могут разъяснить причины генерирования ими тех или иных выводов (то есть они являются так называемыми «тёмными лошадками» — человек не может получить значимую информацию об их работе), большинство клиницистов не используют их непосредственно для постановки диагнозов по причине неуверенности в точности и достоверности результатов. Тем не менее, такие системы могут быть полезны для использования в постдиагностическом периоде, раскрывая перед врачами определённые закономерности для более глубокого анализа.
Выделяют три вида «незнаниевых»: машины опорных векторов, искусственные нейронные сети и генетические алгоритмы.
1. Искусственная нейронная сеть использует узлы и взвешенные связи между ними для анализа закономерностей в массиве данных пациентов с целью установления ассоциаций между симптомами и диагнозами.
2. Генетические алгоритмы основаны на упрощённых эволюционных процессах с использованием направленного отбора для достижения оптимальных результатов работы СППВР. Алгоритмы отбора оценивают компоненты случайных наборов решений проблемы. Решения, попадающие наверх перечня, рекомбинируются и видоизменяются, после чего процесс повторяется. Это происходит вновь и вновь до тех пор, пока не обнаруживается нужное решение.
3. Генетические алгоритмы функционально подобны нейронным сетям в том плане, что также являются «тёмными лошадками», которые пытаются извлечь информацию из массива данных пациентов. «Незнаниевые» сети зачастую сосредотачиваются на ограниченном наборе симптомов (например, на симптомах одного заболевания), в отличие от таковых, основанных на информации и позволяющих диагностировать различные заболевания[6][7].

## Нормативно-правовая база США
После принятия Американского закона об экономическом оздоровлении и повторных инвестициях (ARRA) в 2009 г. отмечается тенденция к широкому внедрению медицинских информационных технологий в рамках Закона о применении медицинских ИТ в экономической деятельности и клинической практике (HITECH). Благодаря этим инициативам, все больше больниц и клиник интегрируют электронные медицинские карты (ЭМК) и автоматизированные системы назначения лечения (АСНЛ) в системы обработки и хранения медицинской информации. Впоследствии Институт медицины (IOM) поддержал использование медицинских информационных технологий, в том числе систем поддержки принятия врачебных решений, для улучшения качества помощи пациентам. В 1999 году Институт медицины опубликовал отчет под названием «Человеку свойственно ошибаться», фокус которого был сосредоточен на кризисе безопасности пациентов в США в связи с чрезвычайно высокой смертностью.
Подобная статистика привлекла особое внимание к качеству помощи пациентам. После принятия закона HITECH в рамках ARRA, что способствовало внедрению ИТ в здравоохранении, другие, более специфические нормативные акты в отношении применения АСНЛ и ЭМК все ещё проходят регистрацию в Офисе национального координатора по медицинским информационным технологиям (ONC) и ожидают получения одобрения Министерства здравоохранения и социальных служб США.
Определение «Осмысленного использования» до сих пор не выработано. Несмотря на отсутствие законодательной базы, поставщики СППВР почти наверняка будут рассматриваться как стороны, в рамках оказания медицинских услуг несущие юридическую ответственность перед пациентами (которым может быть нанесен вред в связи с применением СППВР) и врачами (которые могут использовать технологию для оказания медицинской помощи пациентам). Однако такая ответственность до сих пор четко не определена.
С учётом последних вступивших в силу нормативных актов, связанных с изменением структуры материальной заинтересованности, СППВР становятся все более привлекательными.

## Проблемы на пути внедрения

### Клинические проблемы
Многими медицинскими учреждениями и IT-компаниями были предприняты значимые усилия по разработке адекватно функционирующих СППВР, поддерживающих все аспекты клинических задач. Однако, с учётом сложности клинического процесса и работы медицинского персонала в условиях дефицита времени, учреждение, внедряющее в свою практику СППВР, должно сделать эту систему естественной и неотъемлемой частью клинического рабочего процесса. Некоторые СППВР оказались более успешными, другие же столкнулись с типичными проблемами, препятствующими или снижающими их шансы на успешную адаптацию и внедрение в практику.
СППВР обладают достаточно серьезным влиянием в двух секторах здравоохранения — фармацевтическом и экономическом. Существуют широко используемые аптечные и рецептурные системы, которые проводят посерийные проверки рецептов на предмет наличия нежелательных лекарственных взаимодействий и передают предупреждающие сообщения специалистам, сделавшим эти назначения.
Ещё одним сектором, где СППВР могут успешно применяться, является экономический сектор. Поскольку многие больницы для обеспечения своей экономической эффективности используют в работе схемы медицинского страхования Медикэр, были созданы системы, помогающие оценить предложенный план лечения и действующие положения Medicare с целью подготовки алгоритма оказания удовлетворительной медицинской помощи пациенту с учётом финансового положения учреждения здравоохранения.
Другие виды СППВР, сосредоточенные на решении диагностических задач, также продемонстрировали свою эффективность, наряду, однако, со значительными ограничениями в отношении адаптации и сферы применения. В 1971 году в госпитале Университета Лидса заработала Система абдоминальных болей Лидса (Leeds Abdominal Pain System); по данным анализа, она позволяла установить верный диагноз в 91,8 % случаев, в то время как процент верных диагнозов, поставленных врачами, составил 79,6 %. Несмотря на большое число попыток разработки и использования данных систем медицинскими учреждениями, большинство СППВР до сих пор не нашли широкого распространения.
Одной из основных трудностей на пути внедрения систем исторически является их интеграция в рабочий процесс. До последнего времени существовала тенденция к сосредоточению лишь на функциональном ядре принятия решений в рамках СППВР, что приводило к неэффективному планированию фактического применения продукта врачами на рабочем месте. Зачастую СППВР представляли собой отдельные приложения, требующие прерывания работы врача в уже используемой системе, переключения на СППВР, ввода необходимых данных (даже если они уже были ранее введены в другую систему) и анализа полученных результатов. Дополнительные действия нарушают нормальный рабочий процесс и отнимают у врача ценное время.

### Технические проблемы и препятствия на пути внедрения
Системы поддержки принятия врачебных решений в некоторых областях сталкиваются со значимыми техническими проблемами. Биологические системы очень сложны, и клиническое решение может требовать анализа огромного объёма потенциально релевантных данных. Например, электронная система, работающая на основе принципов доказательной медицины, при формулировании рекомендаций в отношении плана лечения пациента потенциально может учитывать симптомы, медицинский анамнез, семейный анамнез и генетику пациента, а также исторические и географические эпидемиологические данные и опубликованную клиническую информацию в отношении эффективности препаратов.
В клиническом плане большим препятствием для внедрения СППВР является их интеграция в рабочий процесс (см. выше).
Ещё одним отрицательным моментом, касающимся многих СППВР, является большое количество генерируемых ими предупреждающих сообщений. Когда системы выдают большое число предупреждений (особенно не предполагающих дальнейших действий), это надоедает врачам и иногда приводит к тому, что они перестают уделять предупреждениям достаточное внимание; последнее, в свою очередь, может потенциально привести к игнорированию критически важных сообщений.

### Обслуживание
Одной из ключевых проблем, связанных с СППВР, является трудность интеграции в них большого количества результатов клинических исследований, публикуемых на регулярной основе. Каждый год публикуются данные по десяткам тысяч клинических исследований. На сегодняшний день каждое из них необходимо вычитать, оценить на предмет научной ценности и адекватно встроить в СППВР. В 2004 г. было заявлено, что процесс сбора клинических данных и медицинской информации с переводом их форму, пригодную для использования компьютерами в целях обеспечения поддержки принятия клинических решений, «по-прежнему находится в зачаточном состоянии».
Тем не менее, бизнесу более выгодна централизация данного процесса (даже если она будет неполной) по сравнению с попытками каждого отдельного врача «угнаться» за всеми опубликованными исследованиями.
Помимо утомительной работы, интеграцию новых данных иногда сложно перевести в количественные рамки, кроме того, бывает сложно встроить их в текущую схему принятия решений, особенно в тех случаях, когда различные научные работы содержат противоречивые сведения. Разрешение подобных несоответствий зачастую является предметом отдельных научных трудов (см. метаанализ), при этом обработка подобных массивов данных может занимать до нескольких месяцев.

### Оценка
Чтобы убедиться в практической ценности СППВР, необходимо подтвердить факт улучшения клинического рабочего процесса или исходов вследствие её использования. Оценка СППВР — это процесс количественного определения, насколько со временем может быть улучшено её качество, и измерения её эффективности. Поскольку разные СППВР имеют различные цели, единая система измерений, применимая для всех подобных систем, отсутствует; однако некоторые из качеств, например, стабильность (по отношению к собственным свойствам и экспертам) зачастую могут использоваться для широкого спектра систем.
Критерии оценки СППВР зависят от цели системы: например, систему поддержки принятия диагностических решений можно оценивать в отношении стабильности и точности классификации болезней (по сравнению с врачами и другими системами поддержки врачебных решений).
Систему, работающую на основе принципов доказательной медицины, можно оценивать в отношении количества выздоровевших пациентов либо увеличения прибыли поставщиков медицинских услуг.

## Объединение с электронными медицинскими картами
Внедрение в практику электронных медицинских карт (ЭМК) является неизбежной потребностью и при этом связано с определённой проблемой. Она заключается в относительной неизученности вопроса — на этапе внедрения ЭМК возникает множество затруднений, что было продемонстрировано многочисленными исследованиями. В то время, как проблемам внедрения в практику электронных медицинских карт (ЭМК) все же уделяется некоторое внимание, о процессе перехода от «унаследованных» от бумажных носителей ЭМК к новым системам известно гораздо меньше.
Тем не менее, электронные медицинские карты представляют собой будущее индустрии здравоохранения. Они являются способом регистрации данных и их применения в реальном времени для обеспечения оказания пациентам высококачественной помощи при эффективном использовании времени и ресурсов. Совместная интеграция ЭМК и СППВР в клинический процесс потенциально может привести к изменению методов обучения и медицинской практики. Было высказано мнение, что «наивысшим уровнем ЭМК является СППВР».
Поскольку «СППВР представляют собой компьютерные системы, разработанные для влияния на принятие клинических решений для отдельных пациентов непосредственно в момент оказания медицинской помощи», очевидной становится польза полной интеграции СППВР и ЭМК.
Несмотря на все очевидные преимущества указанного, для окончательного перехода к использованию СППВР, объединённых с ЭМК, требуются значительные усилия по планированию со стороны учреждения здравоохранения с целью обеспечения успешной и эффективной работы СППВР. Успех и эффективность можно оценить по увеличению объёма помощи пациентам и уменьшению количества возникающих нежелательных явлений. Помимо этого, следует учитывать экономию времени и ресурсов, приобретение большей автономии и финансовую выгоду учреждения здравоохранения.

### Преимущества объединения СППВР и ЭМК
Успешная интеграция СППВР/ЭМК обеспечивает применение наилучшей практики и оказание высококачественной помощи пациентам, что и является главной целью здравоохранения.
Ошибки в области оказания медицинских услуг возникали всегда, поэтому попытки сведения их к минимуму важны для обеспечения качественной помощи пациентам.
Благодаря внедрению СППВР и электронных медицинских карт (ЭМК) можно решить проблемы в трёх областях:
1. Ошибки при назначении лекарственных препаратов
2. Нежелательные явления, связанные с лекарственными препаратами
3. Прочие медицинские ошибки

СППВР будут чрезвычайно полезными в будущем, когда учреждения здравоохранения станут «на 100 % электронными» в отношении получения информации о пациентах в реальном времени, что значительно снизит количество изменений, требуемых для адаптации всех систем друг к другу.
Измеримые показатели пользы систем поддержки принятия врачебных решений в отношении работы врачей и исходов пациентов все ещё становятся предметом исследований (см. раздел «Эффективность» выше).

### Препятствия
Внедрение электронных медицинских карт (ЭМК) в системе здравоохранения сталкивается с рядом проблем, самой важной из которых является поддержание эффективности и безопасности в период ввода в эксплуатацию, однако в целях обеспечения эффективности процесса внедрения ключом к успеху является понимание перспектив пользователей ЭМК. Кроме того, введение ЭМК в клиническую практику должно активно продвигаться в рамках подхода «снизу вверх» (в первую очередь внимание должно уделяться клиническим нуждам). То же справедливо и для СППВР.
Главные проблемные моменты перехода к полностью интегрированной системе ЭМК/СППВР:
1. Защита личной информации
2. Конфиденциальность
3. Удобство использования
4. Точность и полнота документации
5. Интеграция
6. Единообразие
7. Приемлемость
8. «Уменьшение чувствительности» предупреждающих сообщений

также ключевые аспекты ввода данных, которые необходимо отрегулировать при внедрении СППВР во избежание потенциальных нежелательных явлений. К этим аспектам можно отнести:
- использование верных данных
- ввод в систему всех данных
- соблюдение актуальной наилучшей практики
- использование научно доказанных данных

В качестве технического способа преодоления некоторых из этих барьеров предложена сервис-ориентированная архитектура.

### Ситуация в Австралии
На июль 2015 г. запланированный переход к ЭМК в Австралии столкнулся с некоторыми трудностями. В большинстве учреждений здравоохранения по-прежнему используются документы исключительно на бумажных носителях, некоторые находятся в переходной фазе сканирования карт для создания ЭМК или на этапе подготовки к данной переходной фазе.
В штате Виктория была предпринята попытка внедрения ЭМК в рамках всего штата при помощи программы HealthSMART, но из-за неожиданно высокой стоимости проект был отменён.
Однако штат Южная Австралия продвинулся несколько дальше в сравнении со штатом Виктория в отношении внедрения ЭМК.
Это может быть связано с централизованным управлением всеми организациями общественного здравоохранения в Южной Австралии (с другой стороны, администрирование Национальной службы здравоохранения Великобритании также осуществляется централизованно, но в начале 2000-х её Национальная программа развития ИТ, под эгидой которой должно было проходить внедрение ЭМК, обернулась дорогостоящей «катастрофой».)
Южная Австралия находится в процессе внедрения «Системы администрирования пациентов (САП)». Данная система представляет собой основу ЭМК для всех государственных больниц и медицинских центров в пределах ЮА; предполагалось, что к концу 2014 г. к ней будут подключены все учреждения здравоохранения в Южной Австралии. Это обеспечило бы успешную интеграцию СППВР в регионе и повысило бы эффективность ЭМК. На июль 2015 г. оказалось, что лишь 3 из 75 учреждений здравоохранения смогли внедрить САП.
Обладая наиболее развитой системой здравоохранения в стране и федеральной, а не централизованной административной моделью, штат Новый Южный Уэльс постепенно приближается к внедрению ЭМК на территории всего штата. Технология, используемая в этом штате, eMR2, обладает некоторыми чертами СППВР, например, в ней имеется функция оценки вероятности развития сепсиса для идентификации пациентов группы риска по данным, введённым в электронные карты. На июнь 2016 г. 93 центра из 194, в которых было запланировано пилотное внедрение ЭМК, были подключены к eMR2.